# Pseudocrypturus cercanaxius
Pseudocrypturus cercanaxius — вид викопних безкілевих птахів вимерлої родини Lithornithidae ряду Lithornithiformes. Вид існував у ранньому палеоцені та еоцені. Голотип (номер USNM 336103) знайдений у пластах формації Грін Рівер у штаті Вайомінг, США та зберігається у Смітсонівському Національному музеї природничої історії.

## Назва
Pseudocrypturus перекладається як «фальшивий тинаму», видова назва cercanaxius перекладається з грецької як «короткий хвіст» .